# Discosura longicaudus
Discosura longicaudus là một loài chim trong họ Chim ruồi.